# Matteo Carnilivari

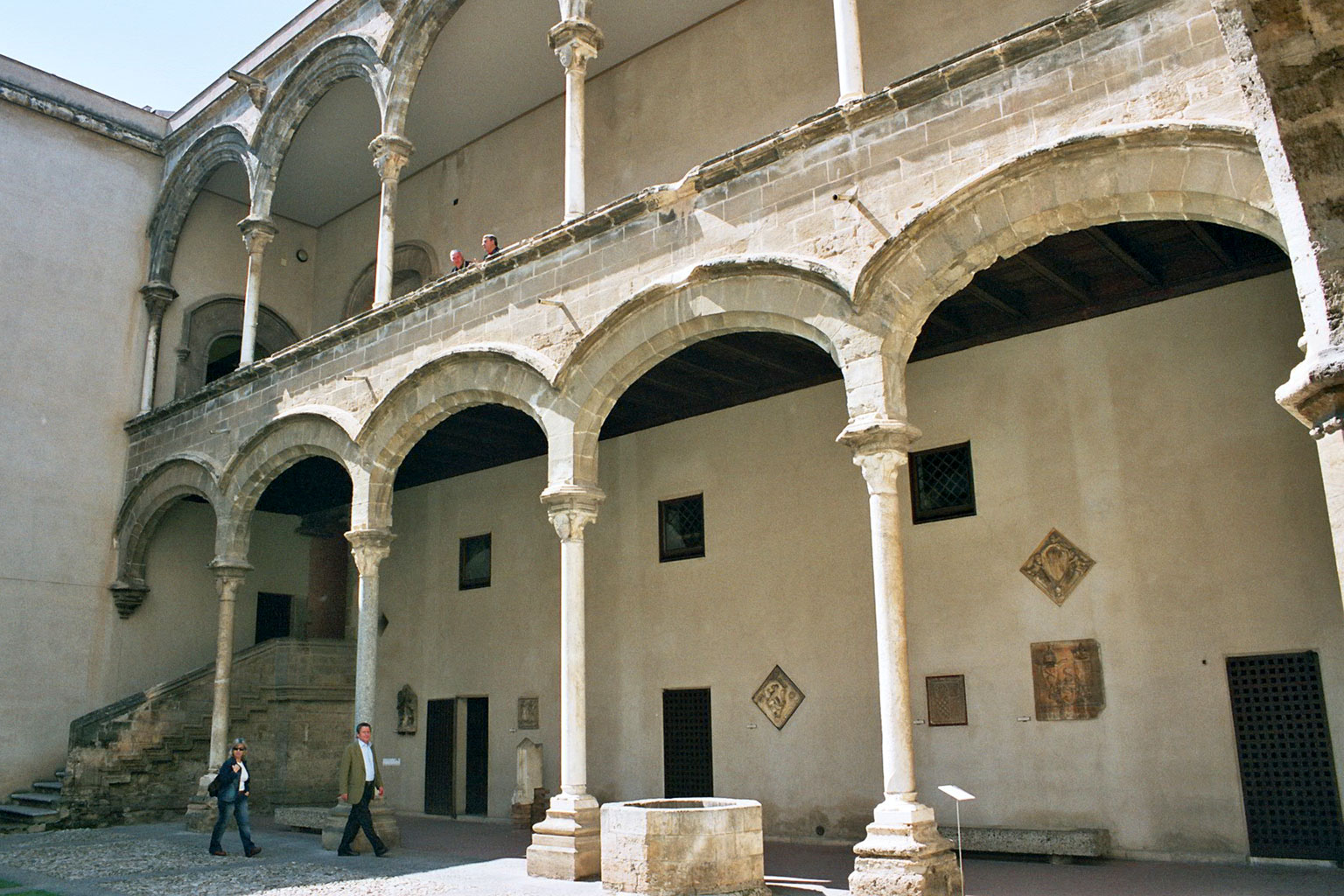
Cortile di Palazzo Abatellis

Matteo Carnilivari o Carnelivari (Noto, ... – ...; fl. XV secolo) è stato un architetto italiano, operante alla fine del XV secolo.

## Biografia

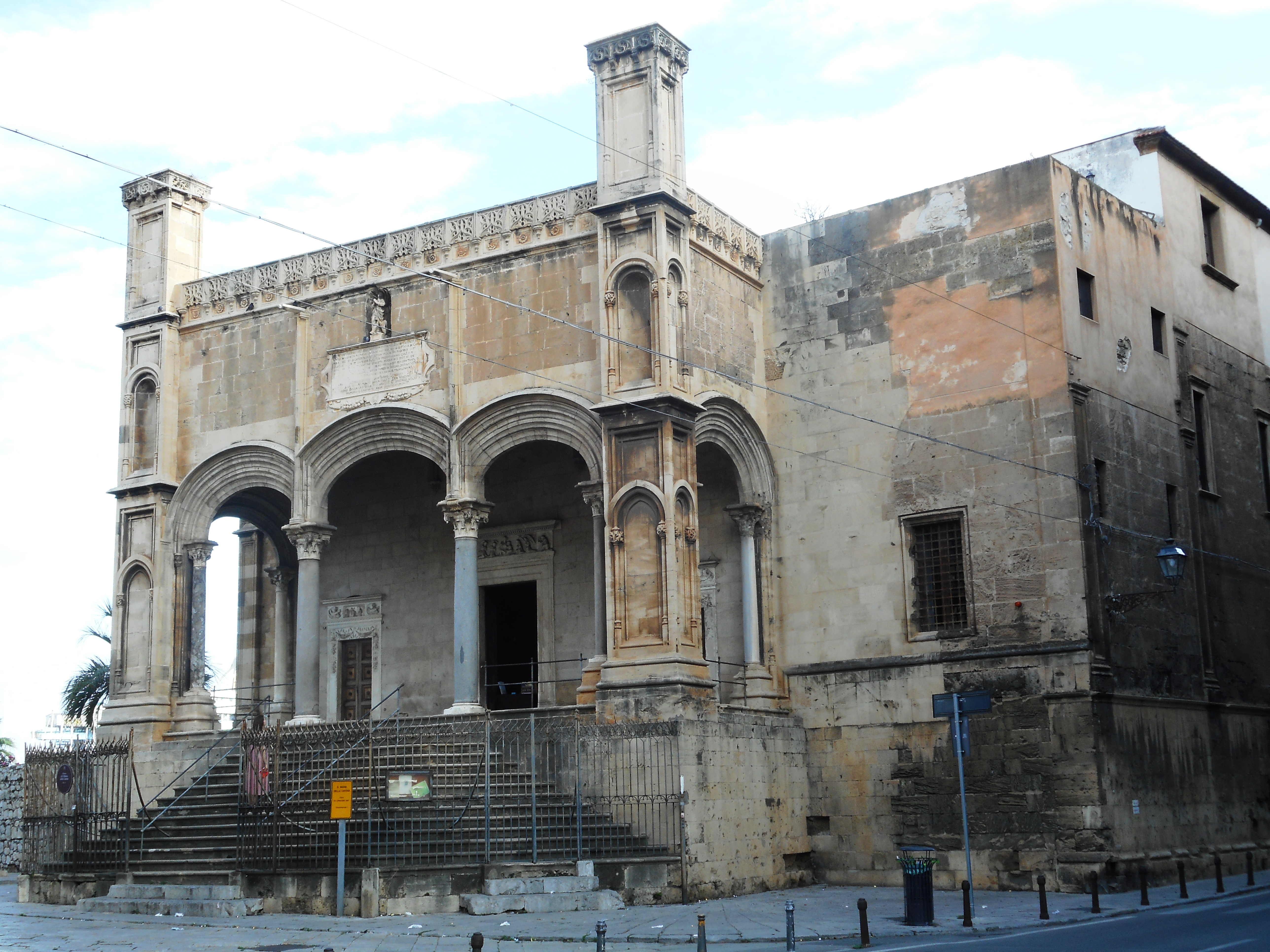
Santa Maria della Catena

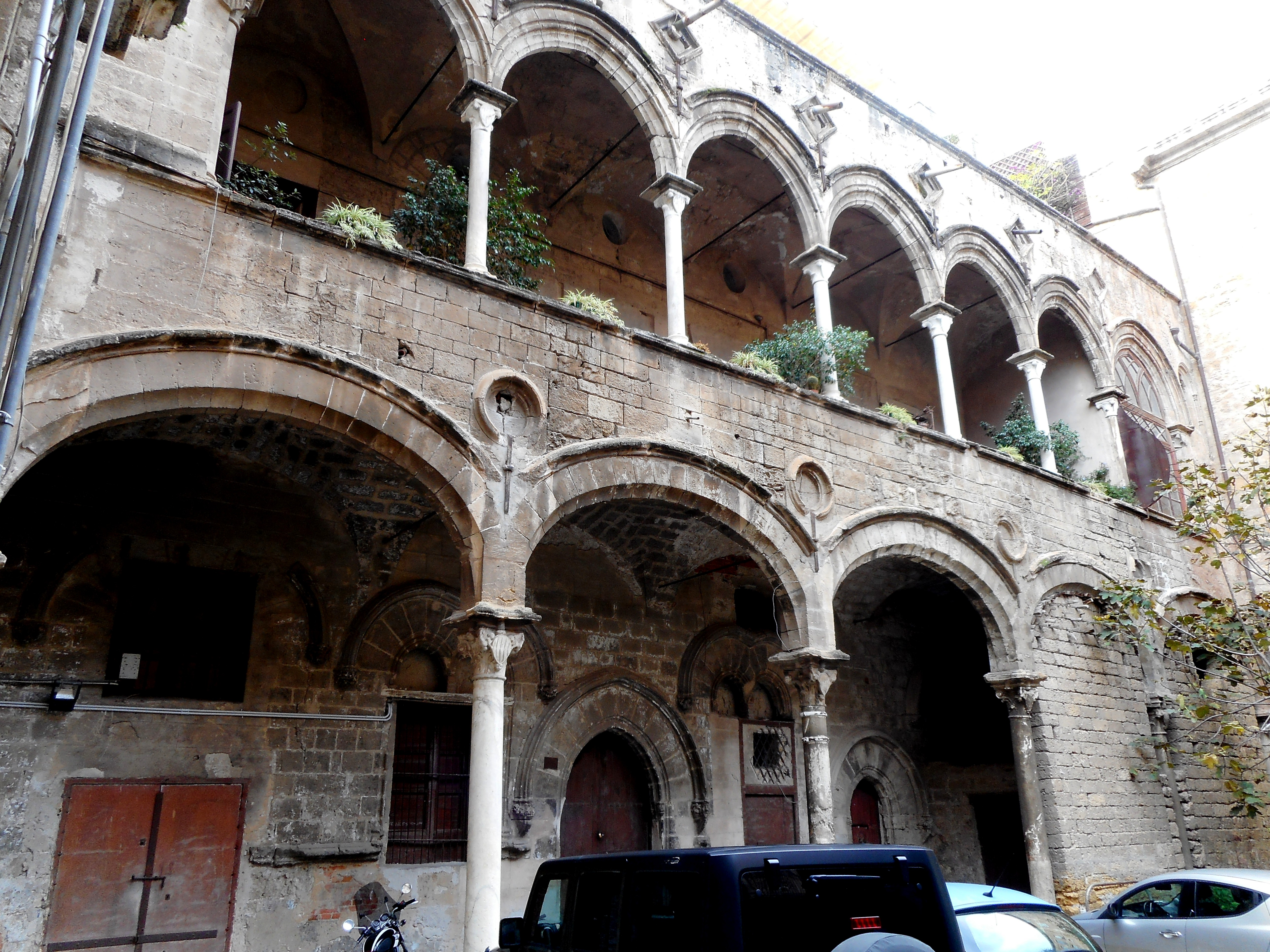
Cortile di Palazzo Aiutamicristo

Operò per lo più in Sicilia. Fu attivo a Palermo 1487 - 1493.
È ritenuto uno dei maggiori maestri del Quattrocento siciliano per aver aperto le forme dell'architettura tradizionale (gotico locale: motivi normanno-svevi influenzati dall'arte catalana) al nuovo linguaggio rinascimentale.
Le sue opere fondamentali sono a Palermo: il Palazzo Abatellis (1487 - 1493) dal rude carattere proprio dell'architettura medievale palermitana con una torre laterale, tipico esempio del Quattrocento locale; il Palazzo Aiutamicristo (1490 - 1495), uno dei più importanti dell'architettura siciliana dell'epoca, il cui cortile evoca il patio spagnolo, purtroppo rovinato e manomesso nel corso dei secoli; la chiesa di Santa Maria della Catena (scorcio del XV secolo), attribuita a Carnelivari per le analogie stilistiche con le altre sue fabbriche, ma più di queste ispirata ai modelli locali e caratterizzata da coperture con volte a crociera e dalla serie degli archi uguale sia all'interno che all'esterno.

## Opere
- 1487 - 1488, Castello chiaromontano o castello dell'Emiro di Misilmeri, proprietà di Guglielmo Ajutamicristo.
- 1488, Chiesa della Madonna della Vittoria, ricostruzione di luogo di culto oggi inglobato nell'Oratorio dei Bianchi.
- 1489, Regia Cancelleria, direzione dei lavori di perfezionamento.
- 1490, Palazzo, edificazione del palazzo del barone di Sant'Angelo Muxaro di Agrigento.
- 1494, Castello di Augusta, direzione dei lavori di restauro.
- Scalone d'ingresso al piano nobile del Castello di Carini